# Boulevard Périphérique
Boulevard Périphérique, Le Périphérique (ibland förkortat till "périph"; ibland på svenska "Peripheriquen"), är en ringmotorväg runt Paris, invigd 1973. Den följer i stort sett sträckningen av den gamla stadsmuren, det vill säga i stort sett runt stadens stadsgräns. Avfarterna kallas Portes eftersom de ofta ligger vid de gamla portarna i stadsmuren. Moturshållet kallas Périphérique extérieur medan medsols kallas Périphérique intérieur. Hastighetsbegränsningen är 70 km/h på den 35 km långa vägsträckan.